# Mycetomorpha vancouverensis
Mycetomorpha vancouverensis är en kräftdjursart som beskrevs av Thomas Henry Potts 1912. Mycetomorpha vancouverensis ingår i släktet Mycetomorpha och familjen Mycetomorphidae. Inga underarter finns listade i Catalogue of Life.